# Suzzara
Suzzara é uma comuna italiana da região da Lombardia, província de Mântua, com cerca de 17.544 habitantes. Estende-se por uma área de 60 km², tendo uma densidade populacional de 292 hab/km². Faz fronteira com Dosolo, Gonzaga, Luzzara (RE), Motteggiana, Pegognaga, Viadana.

## Demografia
| Variação demográfica do município entre 1861 e 2011                               |
|                                                                                   |
| Fonte: Istituto Nazionale di Statistica (ISTAT) - Elaboração gráfica da Wikipedia |